# Vauville
|  | Per a altres significats, vegeu «Vauville (Calvados)». |

Vauville és un municipi delegat francès al departament de la Manche (regió de Normandia). L'1 de gener de 2017 va fusionar amb el municipi nou de La Hague. L'any 2007 tenia 378 habitants.

## Demografia

### Població
El 2007 la població de fet de Vauville era de 378 persones. Hi havia 148 famílies de les quals 40 eren unipersonals (16 homes vivint sols i 24 dones vivint soles), 40 parelles sense fills, 56 parelles amb fills i 12 famílies monoparentals amb fills.
La població ha evolucionat segons el següent gràfic:

### Habitatges
El 2007 hi havia 267 habitatges, 152 eren l'habitatge principal de la família, 104 eren segones residències i 11 estaven desocupats. 261 eren cases i 4 eren apartaments. Dels 152 habitatges principals, 115 estaven ocupats pels seus propietaris, 31 estaven llogats i ocupats pels llogaters i 6 estaven cedits a títol gratuït; 1 tenia una cambra, 5 en tenien dues, 17 en tenien tres, 32 en tenien quatre i 97 en tenien cinc o més. 126 habitatges disposaven pel capbaix d'una plaça de pàrquing. A 69 habitatges hi havia un automòbil i a 75 n'hi havia dos o més.

### Piràmide de població
La piràmide de població per edats i sexe el 2009 era:
| Homes | Edats   | Dones |
| ----- | ------- | ----- |
| 0     | 95 o +  | 0     |
| 0     | 90 a 94 | 4     |
| 0     | 85 a 89 | 0     |
| 0     | 80 a 84 | 4     |
| 4     | 75 a 79 | 0     |
| 8     | 70 a 74 | 8     |
| 0     | 65 a 69 | 8     |
| 16    | 60 a 64 | 16    |
| 12    | 55 a 59 | 12    |
| 20    | 50 a 54 | 16    |
| 20    | 45 a 49 | 16    |
| 20    | 40 a 44 | 12    |
| 12    | 35 a 39 | 24    |
| 12    | 30 a 34 | 8     |
| 8     | 25 a 29 | 0     |
| 0     | 20 a 24 | 4     |
| 8     | 15 a 19 | 8     |
| 12    | 10 a 14 | 12    |
| 8     | 5 a 9   | 20    |
| 12    | 0 a 4   | 12    |

## Economia
El 2007 la població en edat de treballar era de 245 persones, 166 eren actives i 79 eren inactives. De les 166 persones actives 153 estaven ocupades (82 homes i 71 dones) i 13 estaven aturades (5 homes i 8 dones). De les 79 persones inactives 39 estaven jubilades, 21 estaven estudiant i 19 estaven classificades com a «altres inactius».

### Ingressos
El 2009 a Vauville hi havia 156 unitats fiscals que integraven 395,5 persones, la mediana anual d'ingressos fiscals per persona era de 18.434 €.

### Activitats econòmiques
Dels 11 establiments que hi havia el 2007, 1 era d'una empresa extractiva, 1 d'una empresa de fabricació d'altres productes industrials, 3 d'empreses de construcció, 3 d'empreses d'hostatgeria i restauració, 1 d'una empresa d'informació i comunicació, 1 d'una empresa immobiliària i 1 d'una empresa de serveis.
Dels 4 establiments de servei als particulars que hi havia el 2009, 1 era un paleta, 1 empresa de construcció i 2 restaurants.
L'any 2000 a Vauville hi havia 19 explotacions agrícoles que ocupaven un total de 581 hectàrees.

## Equipaments sanitaris i escolars
El 2009 hi havia una escola elemental integrada dins d'un grup escolar amb les comunes properes formant una escola dispersa.

## Poblacions properes
El següent diagrama mostra les poblacions més properes.